# Шері Теппер
Шері Стюарт Теппер (англ. Sheri Stewart Tepper, до шлюбу Ширлі Стюарт Дуглас (англ. Shirley Stewart Douglas) нар. 16 липня 1929, поблизу Літлтону, США — пом. 22 жовтня 2016, Санта-Фе, США) — американська письменниця у жанрах наукової фантастики, фантастики жахів, детективу. У жанрах феміністичної наукової фантастики досліджувала теми соціології (ґендеру та теології), та екології. Теппер часто називали екофеміністкою, хоча сама вона надавала перевагу терміну екогуманістка. Хоча події більшої частини її творів відбуваються у фантастичних світах, до їх основи покладено несправедливість та біль справжнього світу.
Використовувала превдоніми: А. Дж. Орд (англ. A. J. Orde), Е. Е. Горлак (англ. E. E. Horlak) і Б. Дж. Оліфант (англ. B. J. Oliphant).

## Життєпис
Народилася 16 липня 1929 року поблизу міста Літлтон, штат Колорадо, США.
У 20 років одружилася вперше і через кілька років розлучилася.
Протягом 10 років працювала на різних роботах, будучи матір'ю-одиначкою двох дітей. Писала вірші та твори для дітей під ім'ям Шері С. Ебергарт (англ. Sheri S. Eberhart). З 1962 до 1986 року працювала у некомерційній організації Planned Parenthood, зокрема виконавчою директоркою.
Наприкінці 1960-х одружилася з Джином Теппером.
У середині 1980-х років почала публікувати науково-фантастичні твори, серед яких «Ті, що повернулися» (англ. The Revenants), трилогію трилогій «Справжня гра» (англ. The True Game).
Роман «Красуня» (англ. Beauty) отримав премію «Локус» за найкращий фентезійний роман у 1992 році.
Станом на 1998 рік, Теппер керувала гостьовим ранчо поблизу Санта-Фе, штат Нью-Мексико. Того ж року вона вперше і, можливо, єдиний раз з'явилася на конвенції наукової фантастики, коли була почесною гостею 25-го WisCon, феміністичного конвенту наукової фантастики, який щорічно проводиться в Медісоні, штат Вісконсін.
У листопаді 2015 року Теппер здобула Всесвітню премію фентезі «За заслуги перед жанром».
Шері Теппер померла 22 жовтня 2016 року у віці 87 років у Санта-Фе, США.

## Твори

### Серії

#### «Справжня гра» (англ.The True Game)
Трилогія «Пітер» була опублікована першою, але події трилогії «Мевін Багатоформний» відбуваються раніше. Події трилогії «Джініан» відбуваються у той самий період часу, що й «Пітер», а також пізніше, і часто описуються з іншої точки зору. Події серії перетинаються з серією «Чума янголів».
- Трилогія «Пітер» (англ. Peter)
  - 1983 — «Четвірка королівської крові» (англ. King's Blood Four)
  - 1983 — «Дев'ятка некроманта» (англ. Necromancer Nine)
  - 1984 — «Одинадцятка чарівника» (англ. Wizard's Eleven)
- Трилогія «Мевін Багатоформний[en]» (англ. Mavin Manyshaped)
  - 1985 — «Пісня про Мевіна Багатоформного» (англ. The Song of Mavin Manyshaped)
  - 1985 — «Втеча Мевіна Багатоформного» (англ. The Flight of Mavin Manyshaped)
  - 1985 — «Пошук Мевіна Багатоформного» (англ. The Search of Mavin Manyshaped)
- Трилогія «Джініан» (англ. Jinian)
  - 1985 — «Джініан, що бачить ногами» (англ. Jinian Footseer)
  - 1986 — «Дочка дервіша» (англ. Dervish Daughter)
  - 1986 — «Джініан з зоряним оком» (англ. Jinian Star-Eye)

#### «Трилогія про Маріанну» (англ.The Marianne Trilogy)
- 1985 — «Маріанна, чаклун та мантикора» (англ. Marianne, the Magus, and the Manticore)
- 1988 — «Маріанна, мадам та миттєві боги» (англ. Marianne, the Madame, and the Momentary Gods)
- 1989 — «Маріанна, сірникова коробка та малахітова миша» (англ. Marianne, the Matchbox, and the Malachite Mouse)

#### «Дует Еттісона» (англ.Ettison Duo)
- 1986 — «Кровна спадщина» (англ. Blood Heritage)
- 1987 — «Кістки» (англ. The Bones)

#### «Пробудники»англ.The Awakeners
- 1987 — «Північний берег» (англ. Northshore)
- 1987 — «Південний берег» (англ. Southshore)

#### «Чума янголів» (англ.Plague of Angels)
Події серії перетинаються з серією «Справжня гра».
- 1993 — «Чума янголів» (англ. A Plague of Angels)
- 2010 — «Води піднімаються» (англ. The Waters Rising)
- 2014 — «Рибні хвости» (англ. Fish Tails)[15] — кросовер з серією «Справжня гра»

#### «Трилогія Арбаї» (англ.The Arbai Trilogy)
- 1989 — «Трава» (англ. Grass)
- 1990 — «Піднімання каміння» (англ. Raising the Stones)
- 1992 — «Інтермедія» (англ. Sideshow)

### Позасерійні романи
- 1984 — «Ті, що повернулися» (англ. The Revenants)
- 1987 — «Після довгої тиші» (англ. After Long Silence)
- 1988 — «Брама до країни жінок[en]» (англ. The Gate to Women's Country)
- 1991 — «Красуня[fr]» (англ. Beauty)
- 1994 — «Кінець тіні» (англ. Shadow's End)
- 1996 — «Занепад і падіння Гіббона» (англ. Gibbon's Decline & Fall)
- 1997 — «Сімейне дерево» (англ. The Family Tree)
- 1998 — «Танок шести Місяців» (англ. Six Moon Dance)
- 1999 — «Співак з моря» (англ. Singer from the Sea)
- 2000 — «Фреска» (англ. The Fresco)
- 2002 — «Відвідувач» (англ. The Visitor)
- 2003 — «Компаньони» (англ. The Companions)
- 2007 — «Маргарити» (англ. The Margarets)

### Твори малої форми
- 1988 — «Садівник» (англ. The Gardener) або «Двір кісток» (англ. The Bone Yard)
- 1990 — «Хтось схожий на тебе» (англ. Someone Like You)
- Серія «Божевільна Керол Магусен» (англ. Crazy Carol Magusen)
  - 1990 — «Альтанка» (англ. The Gazebo) у журналі «Фентезі & Сайнс фікшн»
  - 1991 — «Музика єнота» (англ. Raccoon Music) у журналі «Фентезі & Сайнс фікшн»
  - 1991 — «Гурман» (англ. The Gourmet) у журналі «Фентезі & Сайнс фікшн»

### Поезія
- 1961 — «Позаземна трилогія про саморуйнування Террана» (англ. Extraterrestrial Trilogue on Terran Self-Destruction)
- 1963 — «Колискова, 1990» (англ. Lullaby, 1990)
- 1964 — «Балада про міжзоряних купців» (англ. Ballad of the Interstellar Merchants)

### Есеї та статті
- 1968 — «Люди знають» (англ. The People Know)
- 1974 — «Небезпека статтєвого дозрівання» (англ. The Perils of Puberty)
- 1976 — «Проблема зі статтєвим дозріванням» (англ. The Problem with Puberty)
- 1977 — «Це — ти» (англ. This Is You)
- 1977 — «Отже, ваше „жили довго та щасливо“ — неправда» (англ. So Your Happily Ever After Isn't)
- 1977 — «Велике пограбування оргазму» (англ. The Great Orgasm Robbery)
- 1978 — «Отже, ти не хочеш бути сексуальним об'єктом» (англ. So You Don't Want To Be A Sex Object)

### Твори, опубліковані під псевдонімами

#### Як Е.Е.Горлак (жахи)
- 1987 — «Натюрморт» (англ. Still Life)

#### Б. Дж. Оліфант (детективи)
- Серія «Таємниці Ширлі Макклінток» (англ. Shirley McClintock Mysteries)
  - 1990 — «Мертві і забуті» (англ. Dead in the Scrub)
  - 1990 — «Несподіваний труп» (англ. The Unexpected Corpse)
  - 1992 — «Заслужено мертвий» (англ. Deservedly Dead)
  - 1993 — «Смерть та злочинець» (англ. Death and the Delinquent)
  - 1994 — «Смерть подана холодною» (англ. Death Served Up Cold)
  - 1996 — «Урочиста смерть» (англ. A Ceremonial Death)
  - 1997 — «Ось нещодавно померлий» (англ. Here's to the Newly Dead)

#### А. Дж. Орд (детективи)
- Серія «Таємниці Джейсона Лінкса» (англ. The Jason Lynx Mysteries)
  - 1989 — «Невеличке місцеве вбивство» (англ. A Little Neighborhood Murder: A Jason Lynx Novel)
  - 1990 — «Смерть та вигулювач собак» (англ. Death and the Dogwalker: A Jason Lynx Novel)
  - 1992 — «Смерть заради старих часів» (англ. Death for Old Time's Sake: A Jason Lynx Novel)
  - 1993 — «У пошуках Аардварка» (англ. Looking for the Aardvark) або «Мертвий у неділю» (англ. Dead on Sunday, 1994)
  - 1994 — «Давно мертвий» (англ. A Long Time Dead)
  - 1996 — «Смерть невинних» (англ. A Death of Innocents: A Jason Lynx Novel)

## Нагороди та номінації

### Нагороди
- 1992 — Премія «Локус» за найкращий фентезійний роман за роман «Красуня»[8]
- 2015 — Всесвітня премія фентезі: «За заслуги перед жанром»[9][10]

### Номінації
- 1984 — Номінація на премію Джона В. Кемпбелла найкращому новому письменнику-фантасту
- 1984 — Фіналістка премії «Локус» за найкращий дебютний роман за роман «Четвірка королівської крові»
- 1986 — Номінація на премію «Локус» за найкращий фентезійний роман за роман «Пісня про Мевіна Багатоформного»
- 1986 — Номінація на премію «Локус» за найкращий фентезійний роман за роман «Маріанна, чаклун та мантикора»
- 1987 — Номінація на премію «Локус» за найкращий фентезійний роман за роман «Джініан з зоряним оком»
- 1988 — Номінація на премію «Локус» за найкращий науково-фантастичний роман за роман «Після довгої тиші»
- 1988 — Номінація на премію «Локус» за найкращий науково-фантастичний роман за дилогію «Пробудники»
- 1988 — Номінація на премію «Локус» найкращому автору 1980-х років[16]
- 1989 — Номінація на премію «Локус» за найкращий науково-фантастичний роман за роман «Брама до країни жінок»
- 1989 — Номінація на Всесвітню премію фентезі за найкращу повість за повість «Садівник»
- 1990 — Номінація на премію «Г'юго» за найкращий роман за роман «Трава»[11][17]
- 1990 — Фіналістка премії «Локус» за найкращий науково-фантастичний роман за роман «Трава»[11][17]
- 1990 — Номінація на премію «Локус» за найкращий фентезійний роман за роман «Маріанна, сірникова коробка та малахітова миша»
- 1991 — Номінація на премію «Локус» за найкращий науково-фантастичний роман за роман «Піднімання каміння»
- 1992 — Попередня номінація на премію «Г'юго» за найкращий роман за роман «Красуня»
- 1992 — Номінація на Міфопоетичну премію за дорослу фентезі за роман «Красуня»
- 1993 — Номінація на Меморіальну премію імені Джона Кемпбелла за роман «Інтермедія»[18]
- 1993 — Номінація на премію «Локус» за найкращий науково-фантастичний роман за роман «Інтермедія»
- 1993 — Попередня номінація на Меморіальну премію Джеймса Тіптрі-молодшого за роман «Чума янголів»
- 1994 — Номінація на премію «Локус» за найкращий науково-фантастичний роман за роман «Чума янголів»
- 1994 — Попередня номінація на Меморіальну премію Джеймса Тіптрі-молодшого за роман «Кінець тіні»
- 1994 — Попередня номінація на премію «Г'юго» за найкращий роман за роман «Кінець тіні»
- 1995 — Номінація на премію «Локус» за найкращий науково-фантастичний роман за роман «Кінець тіні»
- 1996 — Попередня номінація на Меморіальну премію Джеймса Тіптрі-молодшого за роман «Занепад і падіння Гіббона»
- 1997 — Номінація на премію Артура Кларка за роман «Занепад і падіння Гіббона»[19]
- 1997 — Номінація на премію «Локус» за найкращий науково-фантастичний роман за роман «Занепад і падіння Гіббона»
- 1998 — Номінація на премію Артура Кларка за роман «Сімейне дерево»[20]
- 1998 — Номінація на премію «Локус» за найкращий науково-фантастичний роман за роман «Сімейне дерево»
- 1998 — Попередня номінація на Меморіальну премію Джеймса Тіптрі-молодшого за роман «Танок шести Місяців»
- 1999 — Номінація на премію «Локус» за найкращий науково-фантастичний роман за роман «Танок шести Місяців»
- 1999 — Номінація на премію «Локус» найкращому автору наукової фантастики або фентезі 1990-х років[21]
- 1999 — Попередня номінація на Меморіальну премію Джеймса Тіптрі-молодшого за роман «Співак з моря»
- 2000 — Попередня номінація на Британську премію фентезі (премія імені Августа Дерлета за найкращий роман) за роман «Співак з моря»
- 2000 — Номінація на премію «Локус» за найкращий науково-фантастичний роман за роман «Співак з моря»
- 2001 — Номінація на Меморіальну премію імені Джона Кемпбелла за роман «Фреска»[22]
- 2001 — Номінація на премію «Локус» за найкращий науково-фантастичний роман за роман «Фреска»
- 2001 — Номінація на Меморіальну премію Джеймса Тіптрі-молодшого за роман «Фреска»
- 2003 — Фіналістка Меморіальної премії імені Джона Кемпбелла за роман «Відвідувач»[23]
- 2003 — Номінація на премію «Локус» за найкращий науково-фантастичний роман за роман «Відвідувач»
- 2004 — Фіналістка Меморіальної премії імені Джона Кемпбелла за роман «Компаньони»[24]
- 2007 — Номінація на Меморіальну премію Джеймса Тіптрі-молодшого за роман «Маргарити»
- 2008 — Фіналістка Меморіальної премії імені Джона Кемпбелла за роман «Маргарити»[25]
- 2009 — Номінація на премію Артура Кларка за роман «Маргарити»[26]
- 2009 — Попередня номінація премію Дейвіда Геммела за фентезі[en] за роман «Маргарити»
- 2011 — Фіналістка Меморіальної премії імені Джона Кемпбелла за роман «Води піднімаються»
- 2012 — Номінація на премію Артура Кларка за роман «Води піднімаються»
- 2012 — Попередня номінація премію Дейвіда Геммела за фентезі за роман «Води піднімаються»